# Heinrich Kempen von Fichtenstamm
Heinrich Kempen, seit  1815 Kempen von Fichtenstamm (* 17. April 1743 in Niedersfeld; † 15. Februar 1827 in Olmütz) war ein österreichischer Offizier.

## Leben und Wirken

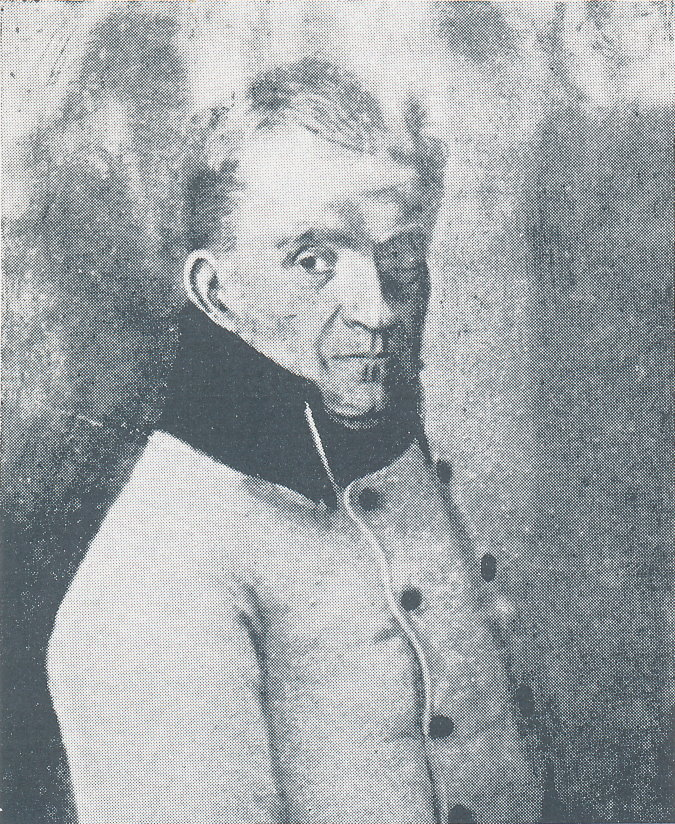
Heinrich Kempen von Fichtenstamm (1743–1827)

Heinrich Kempen stammte aus einer Niedersfeldder Bauernfamilie. Am 1. August 1768 verließ er seine Heimat und wurde Soldat beim K. k.  Chevaulegers-Regiment Zweibrücken-Birkenfeld, dem späteren  Kavallerie-Regiment 39. Bereits im März 1769 wurde er zum Corporal befördert. 1785 wird er auf Grund seiner Tapferkeit zum Wachtmeister befördert.
Am 28. Januar 1795 wurde er zum Unterleutnant befördert. Gleichzeitig wurde Kempen dem Beschäl- und Remontierungs-Departement  in Pardubitz zugeordnet. 1806 erfolgte die Beförderung zum Oberleutnant. Drei Jahre später wurde er zum Rittmeister befördert.
Er erwarb ein kleines Bauerngut bei Tabor. Nach seinem Abschied am 1. Dezember 1818 wohnte er ab 31. März 1819 in Olmütz, wo er am 15. Februar 1827, 84-jährig, verstarb. Seine Heimat sah Heinrich Kempen nie wieder.

## Gefechtskalender des 39. Kavallerie-Regiments (–1795)
Kempens Regiment war während seiner Zugehörigkeit in folgende Kriege/Gefechte verwickelt:
- Bayerischer Erbfolgekrieg (1778–1779)
- Russisch-Österreichischer Türkenkrieg (1787–1792)
 Eroberung von Belgrad (unter Laudon)
- Erster Koalitionskrieg gegen Frankreich (1792–1795)
 Kempen zeichnete sich bei der Wiedereroberung  von Mainz und bei der Schlacht an den Weißenburger Linien aus. 
 Bei der Belagerung von Landau (28. Oktober 1793) wurde er leicht verwundet.

## Familie
Er war verheiratet mit Elisabeth Winterssohn. Aus dieser Ehe sind folgende Kinder bekannt:
1. Josef Kempen von Fichtenstamm, *1784; † 9. Juni 1850 Grätz, 
  1848 Landes-Artillerie-Direktor in Italien, 
 1848 k.k. Generalmajor
2. Johann Franz Freiherr Kempen von Fichtenstamm, * 26. Juni 1793 Pardubitz, Ostböhmen; † 29. November 1863 in Schwarzau am Steinfeld, Niederösterreich, 
 1848 K. k. Feldmarschallleutnant, 
 1849 Generalinspektor der Gendarmerie, 
 1852 Chef der obersten Polizeibehörde, 
 1859 K. k. Feldzeugmeister
3. Anton Kempen von Fichtenstamm[2], † 18. März 1856 Schlan, 
 1816 Kadett beim 25. Böhmischen Infanterie-Regiment[3] 
 später soll er bei ungarischen Einheiten gedient haben.

## Ehrungen
Am 5. Dezember 1814 bat Rittmeister Kempen aufgrund eines besonderen Privilegs für k.k. Offiziere um die Verleihung eines Adelsdiploms. In Anerkennung seiner 46-jährigen Dienstzeit in der k. k. Armee wurde er daher 1815 als „Heinrich Kempen von Fichtenstamm“ in den österreichischen erblichen Adelstand erhoben und erhielt ein Wappen. Die Blasonierung lautet: „Ein roth und blau durch eine aufrechte eingebogene silberne Spitze getheilter Schild. Im rothen Felde ist ein silberner, im blauen Felde ein goldener Greif, jeder mit ausgeschlagener rother Zunge und einwärts aufgerichtet, zu sehen. Die silberne Spitze zeigt einen natürlichen, aus grünem Boden hervorwachsenden Fichtenbaum. Helmzier: eine goldene Krone, aus welcher ein dem in der Schildesspitze vorkommenden ähnlicher Fichtenbaum aus grünem Boden hervorwächst. Helmdecken: Rechts roth mit Silber, links blau mit Silber unterlegt.“
Der Platz in Niedersfeld, auf dem bis 1931 Kempens 1567 erbautes Geburtshaus stand, wurde ihm zu Ehren in Kempen-Platz umbenannt.